# LoLa Monroe
Fershgenet Melaku, más conocida como LoLa Monroe y anteriormente conocida como Angel Melaku, es una rapera, modelo y actriz estadounidense.

## Primeros años
Melaku nació en Adís Abeba y se crio en Washington D. C.. Es de ascendencia etíope. Comenzó a escribir poemas y canciones a la edad de 12 años.

## Carrera
Monroe debutó como actriz en la película biográfica de Wendy Williams Queen of Media y luego actuó en Crazy like a Fox. Comenzó a hacer de modelo y aparecer en vídeos musicales para varios artistas como Kanye West y Trey Songz. Más tarde,en 2007, se convirtió en LoLa Monroe; "Monroe" es una referencia a la actriz, modelo, productora de cine y cantante Marilyn Monroe.
En junio de 2009, Monroe lanzó su primer mixtape, Boss B*tch's World. Su segundo mixtape, The Lola Monroe Chronicles: The Art of Motivation, se publicó en octubre del mismo año. También lanzó su mixtape de colaboración Untouchables más tarde ese mismo año.
En septiembre de 2010, Monroe lanzó el primer sencillo de su mixtape, "Overtime". También se grabó y estrenó un vídeo de la canción en 106 &amp; Park. En diciembre de 2010, LoLa lanzó su cuarto mixtape, Batteries Not Included.
Monroe fue nominada a Mejor Artista Femenina de Hip Hop en los premios BET de 2011.
En octubre de 2011, Monroe fue anunciada como la primera dama de Taylor Gang y firmó con dicho sello. Su primer mixtape bajo el sello fue Lipstick & Pistols. Después de muchos retrasos, el mixtape se lanzó el 23 de octubre de 2013.[cita requerida]
El 4 de septiembre de 2013, lanzó su sencillo debut "BB (Boss B*tch)" con Chevy Woods y Juicy J, producido por Sledgren y que se suponía que estaría en su álbum debut. Luego, el 19 de septiembre, Monroe y el productor Cardo dejaron Taylor Gang y renunciaron a su afiliación con el sello. LoLa Monroe luego confirmó que nunca había firmado con el sello en primer lugar.
Los artistas que han influido en su estilo musical incluyen a Jay-Z, MC Lyte, Trina, Salt-n-Pepa, Lauryn Hill y Tupac Shakur.

## Vida personal
El 25 de diciembre de 2012, Monroe anunció que ella y el rapero King Los esperaban su primer hijo juntos. Dio a luz a un niño llamado Brixton Royal Coleman el 12 de marzo de 2013.

## Discografía

### Mixtapes
- Boss B*tch's World (2009)
- The LoLa Monroe Chronicles: The Art of Motivation (2009)
- Untouchables(con Lil Boosie ) (2009)
- Batteries Not Included (2010)
- Lipstick & Pistols (2013)
- Boss B*tch's World 2 (2013)

Sencillos
| "Diva's Gettin' Money" (con Beyoncé )                                        | 2009 | — | — | — | Boss B*tch's World     |
| "Overtime" (con Trina )                                                      | 2010 | — | — | — | Batteries Not Included |
| "Darling" (con Wiz Khalifa )                                                 | 2012 | — | — | — | —                      |
| "Dark Red Lipstick" (con Azealia Banks )                                     | 2012 | — | — | — | Lipstick & Pistols     |
| "Don't Wake Me"                                                              | 2012 | — | — | — | Lipstick & Pistols     |
| "BB (Boss B*tch)" (con Chevy Woods y Juicy J )                               | 2013 | — | — | — | —                      |
| "Band Up"                                                                    | 2013 | — | — | — | Lipstick & Pistols     |
| "-" denota una grabación que no se registró o no se lanzó en ese territorio. |      |   |   |   |                        |

### Apariciones como invitada
| Título                             | Año  | Otro(s) artista(s)        | Álbum               |
| ---------------------------------- | ---- | ------------------------- | ------------------- |
| "Get Ya Haters Up"                 | 2010 | King Los                  | Shooter             |
| "King Los"                         | 2011 | King Los                  | The Crown Aint Safe |
| "Balance Is Good"                  | 2015 | King Los                  | God, Money, War     |
| "Shine"                            | 2012 | Chevy Woods, Wiz Khalifa  | Gang Land           |
| "Transit"                          | 2012 | Chevy Woods               | Gang Land           |
| "The Code"                         | 2012 | Wiz Khalifa               | Taylor Allberdice   |
| "Lick It (U Nasty)"                | 2012 | Kid Ink                   | Up & Away           |
| "Bonnie & Clyde/Louis Gucci Fendi" | 2012 | Los                       | 2010                |
| "Rain"                             | 2012 | Dew Baby                  | Dew Jack City       |
| "Actin Up" (Remix)                 | 2012 | Trina, 3D Na'Tee          | —                   |
| "Like Mine"                        | 2012 | Berner, Wiz Khalifa       | Urban Farmer        |
| "Initiation"                       | 2012 | Wiz Khalifa               | O.N.I.F.C.          |
| "All Gold All Girls" (Remix)       | 2013 | Cassie, Trina             | —                   |
| "But You Playin"                   | 2014 | Los, Mario                | Zero Gravity II     |
| "Thug Love"                        | 2015 | Kevin McCall, Constantine | RnG Muzic           |

## Filmografía
| Año  | Película               | Role             | notas               |
| ---- | ---------------------- | ---------------- | ------------------- |
| 2009 | Before I Self Destruct | Mona             | DVD directo a video |
| 2010 | Crazy Like a Fox       | Angelique Dubois | DVD directo a video |
| 2010 | Video Girl             | Jessica          | Largometraje        |
| 2017 | The Platinum Life      | Ella Misma       | Reparto principal   |